# Нарсінгді (зіла)
Нарсінгді (бенг. নরসিংদী জেলা) — район у центральній частині Бангладеш. Знаходиться 50 км на північний схід від Дакки, столиці Бангладеш . Входить до складу відділу Дакка. Район відомий своєю текстильною промисловістю. Нарсінгді межує з Кішореганджем на півночі та північному сході, Брахманбарією на сході та південному сході, Нараянганджем на півдні та південному заході та Газіпуром на заході.

## Адміністративно-територіальний поділ
В районі Нарсінгді є шість упазіл, або підрозділів.
- Белабо Упазила
- Монохарді Упазила
- Нарсінгді Садар Упазіла
- Палаш Упазила
- Райпура Упазіла
- Шибпур Упазіла

## Річки
Мегхна, Шіталакш'я, стара Брахмапутра, Аріал Кха, Харідхоа та Пахарея є одними з головних річок, що протікають через цей район.

## Галерея

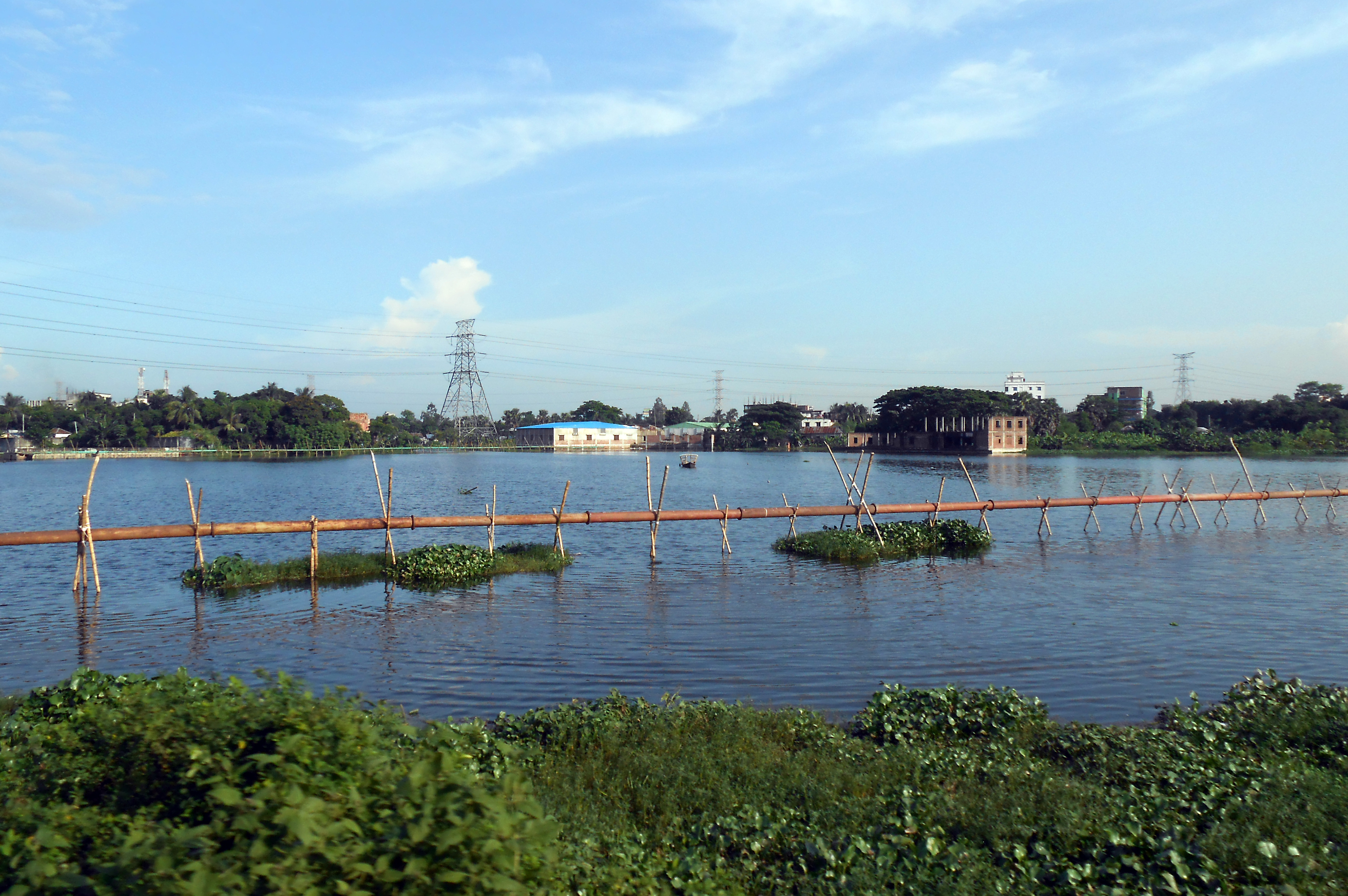
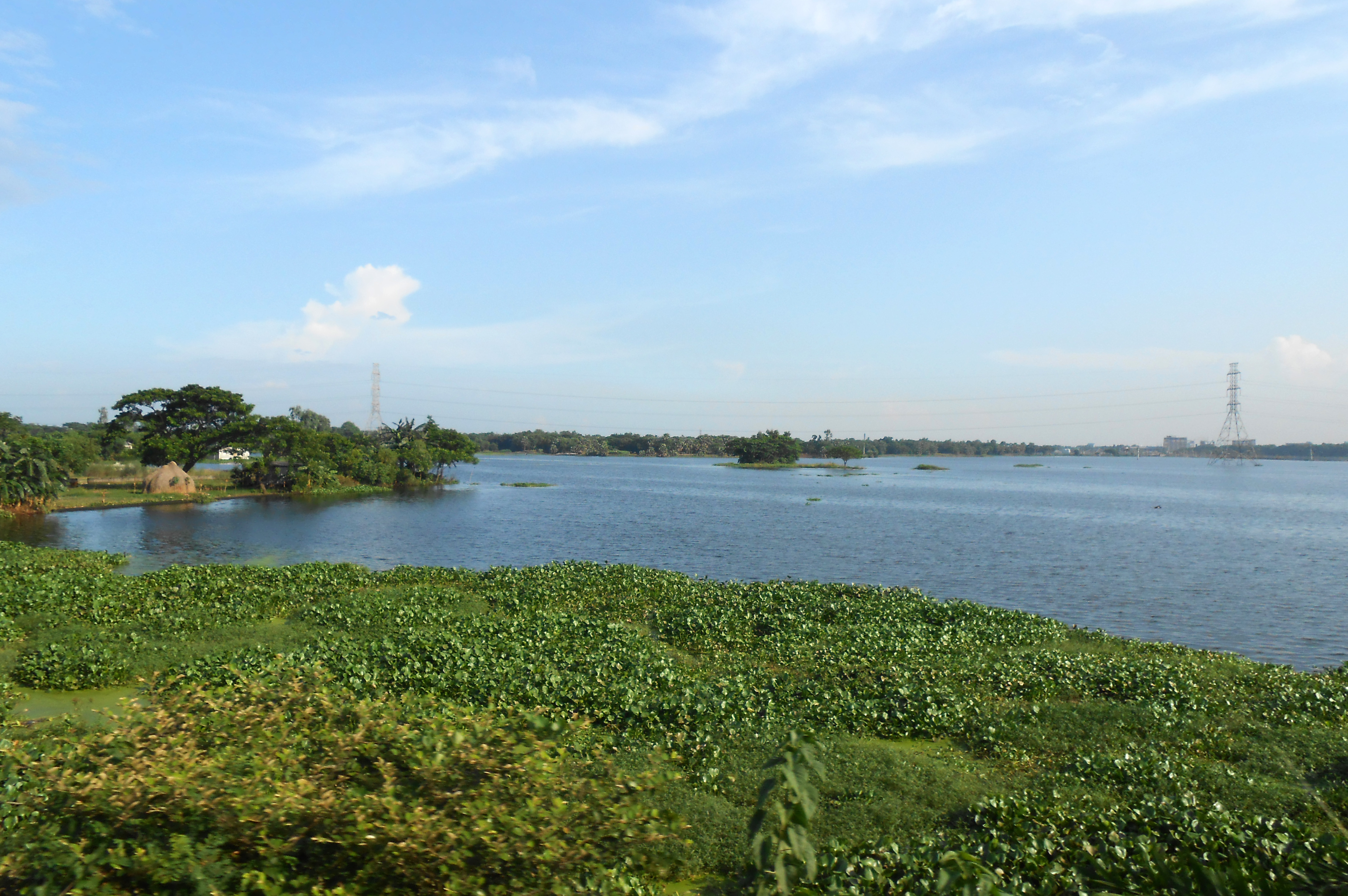
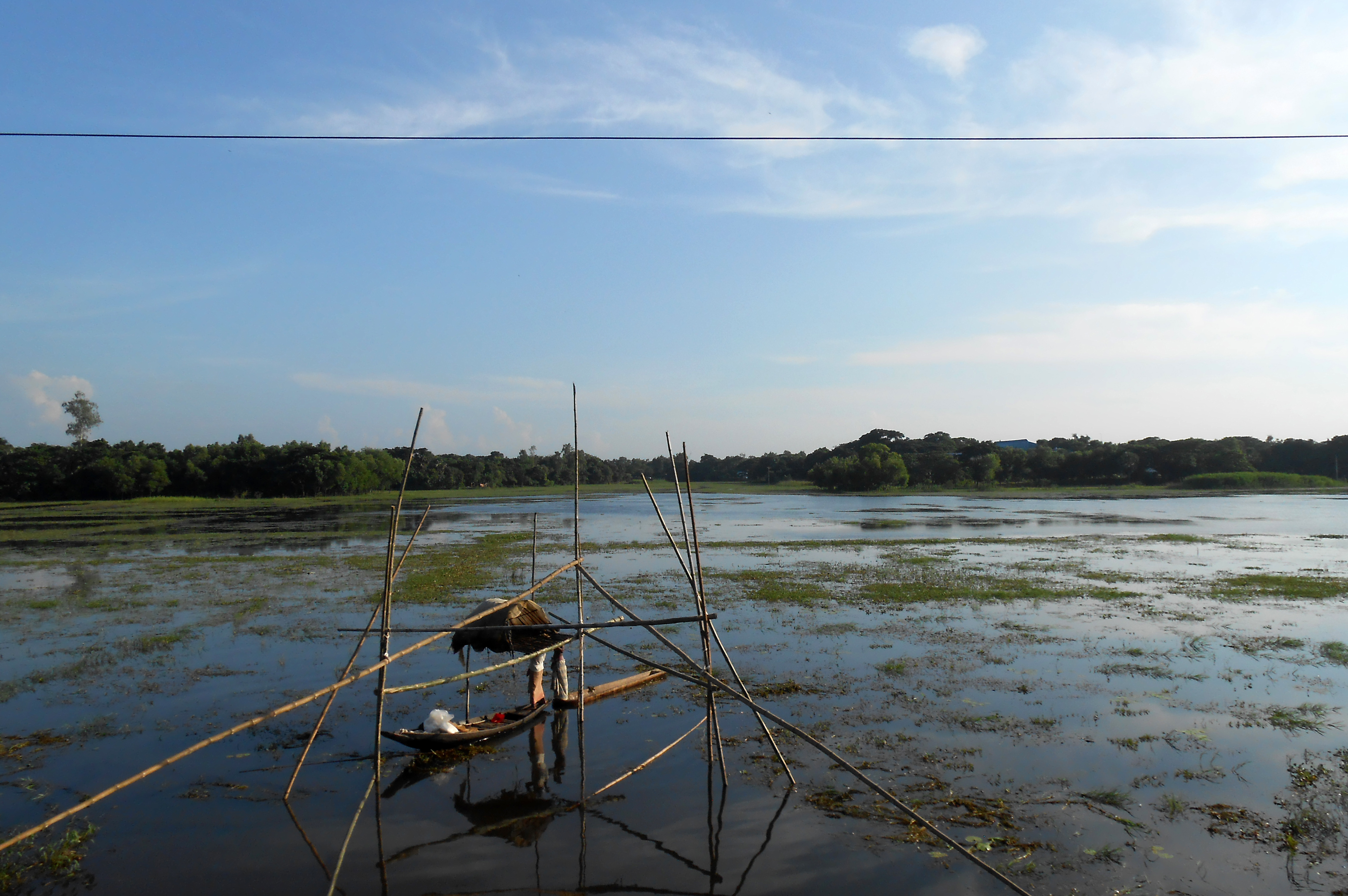
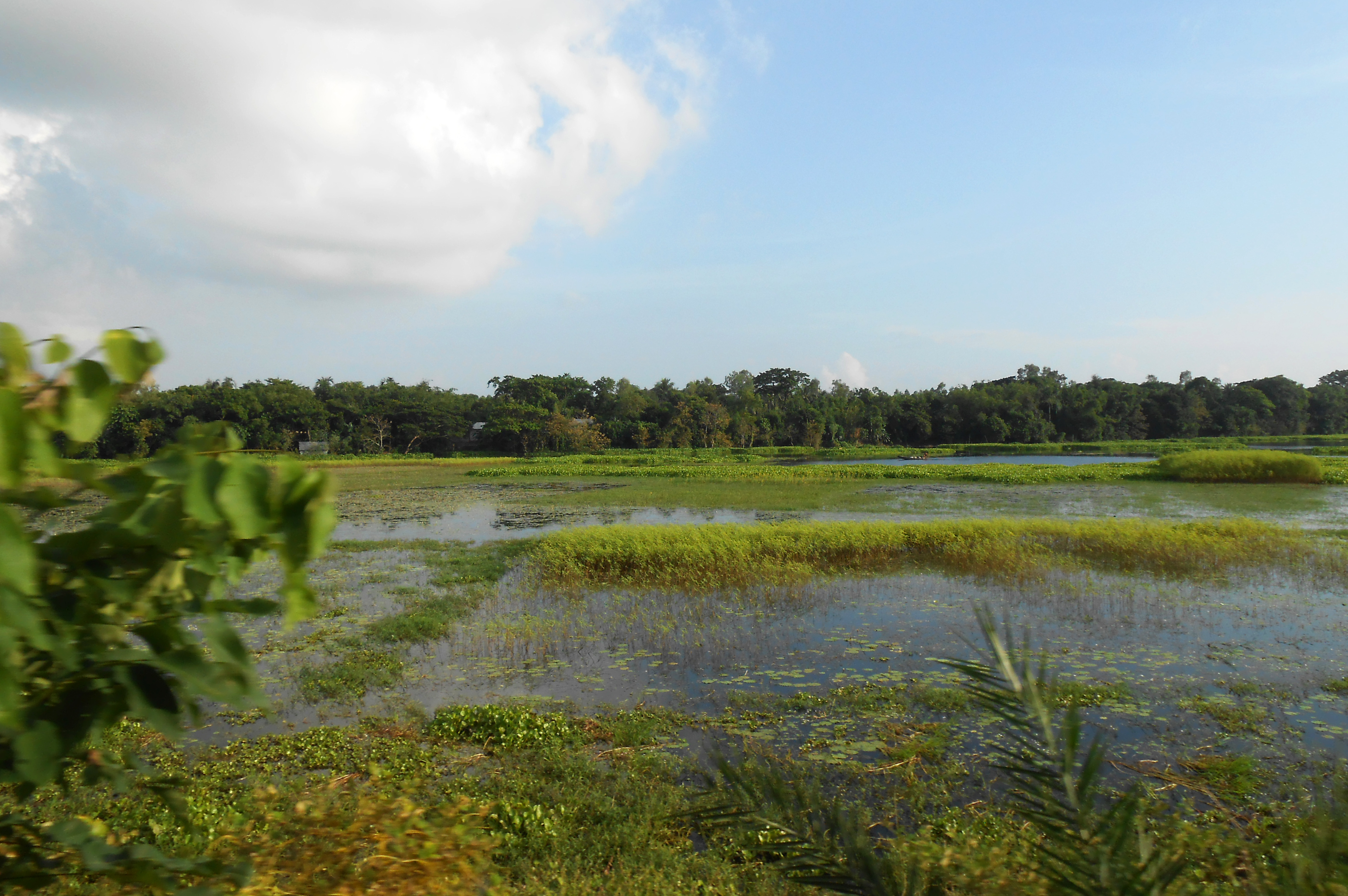
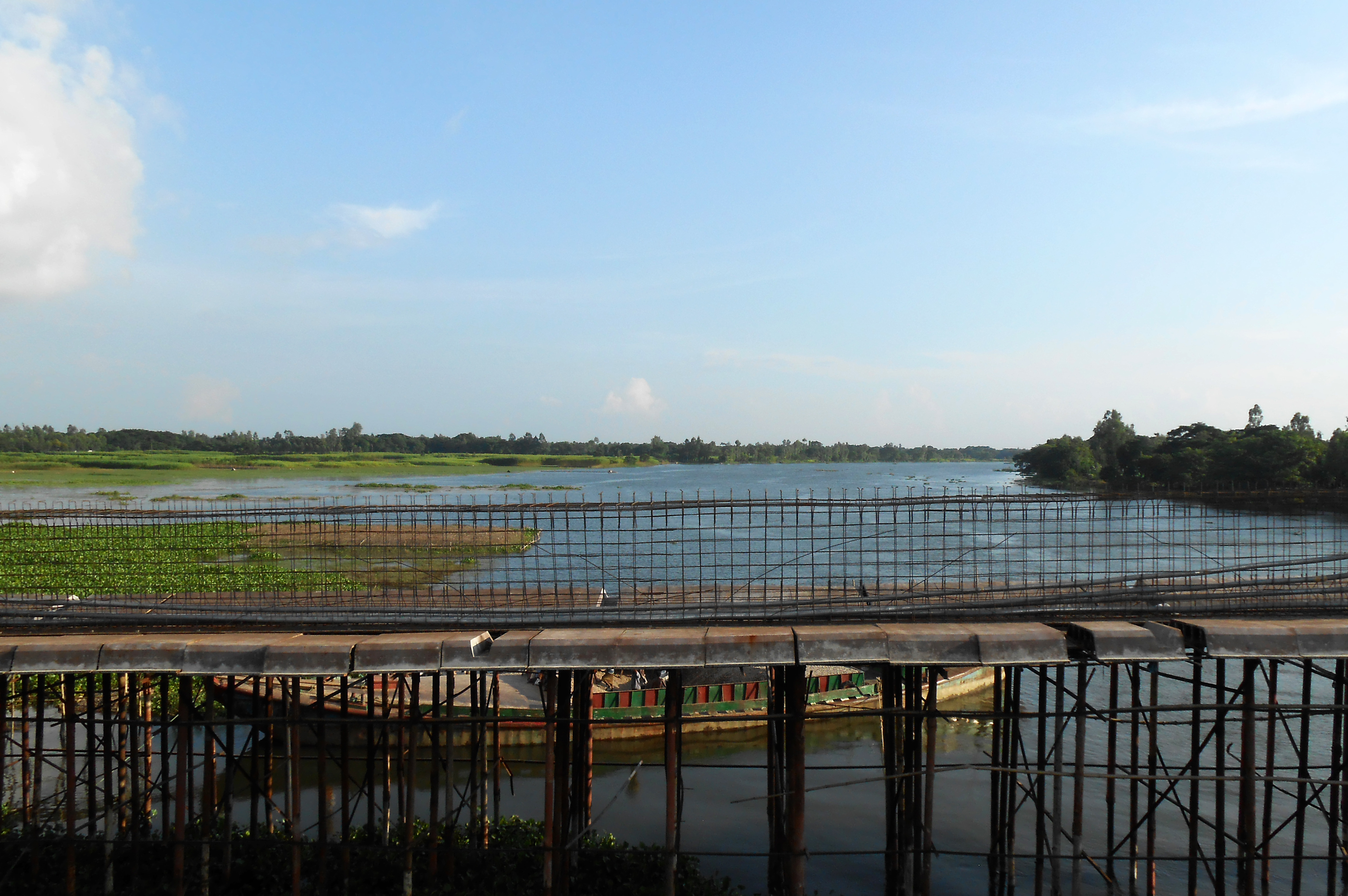